# Міжнародні відносини Сербії
Основні напрями зовнішньої політики Сербії визначає її президент, здійснює міністерство закордонних справ.
У 2007 році Народні збори Сербії проголосили збройний нейтралітет.
1 березня 2012 Сербія офіційно набула статусу кандидата в члени Євросоюзу.

## Історія
З часу здобуття незалежності від Османської імперії в 1878 році Сербія неодноразово знаходилася у центрі уваги великих держав. Під час правління династії Обреновичів основним союзником країни була Австро-Угорщина. Після перевороту 1903 року Сербія стала на шлях дружніх відносин з Росією. Найяскравішим прикладом взаємодії між ними є Перша світова війна. Після її закінчення Сербія стала частиною Королівства сербів, хорватів і словенців, яке прагнуло до партнерства з усіма країнами. Однак непросто складалися відносини між Югославією та СРСР. Їх нормалізація припала вже на кінець 30-х років XX століття і це не дозволило їм вийти на належний рівень. Це сталося пізніше — після Другої світової війни, коли головним союзником Югославії став Радянський Союз. Але вже в 1948 році почалося ідеологічне протистояння між ними, що змусило Югославію піти на зближення з країнами Заходу. Після смерті Сталіна в 1953 році Москва і Белград пішли на врегулювання суперечностей. У той же час Югославія вже не побажала знову стати явним союзником СРСР і через деякий час стала одним із засновників Руху неприєднання, таким чином отримавши значний зовнішньополітичний вагу в «країнах третього світу». У роки Холодної війни країна балансувала між НАТО і країнами соціалістичного блоку, так і не відмовившись від свого «особливого шляху». Розпад Югославії охарактеризувався санкціями міжнародного співтовариства і дипломатичною ізоляцією країни. 

## Сучасна зовнішня політика

Держави, що мають посольства або консульства в Сербії

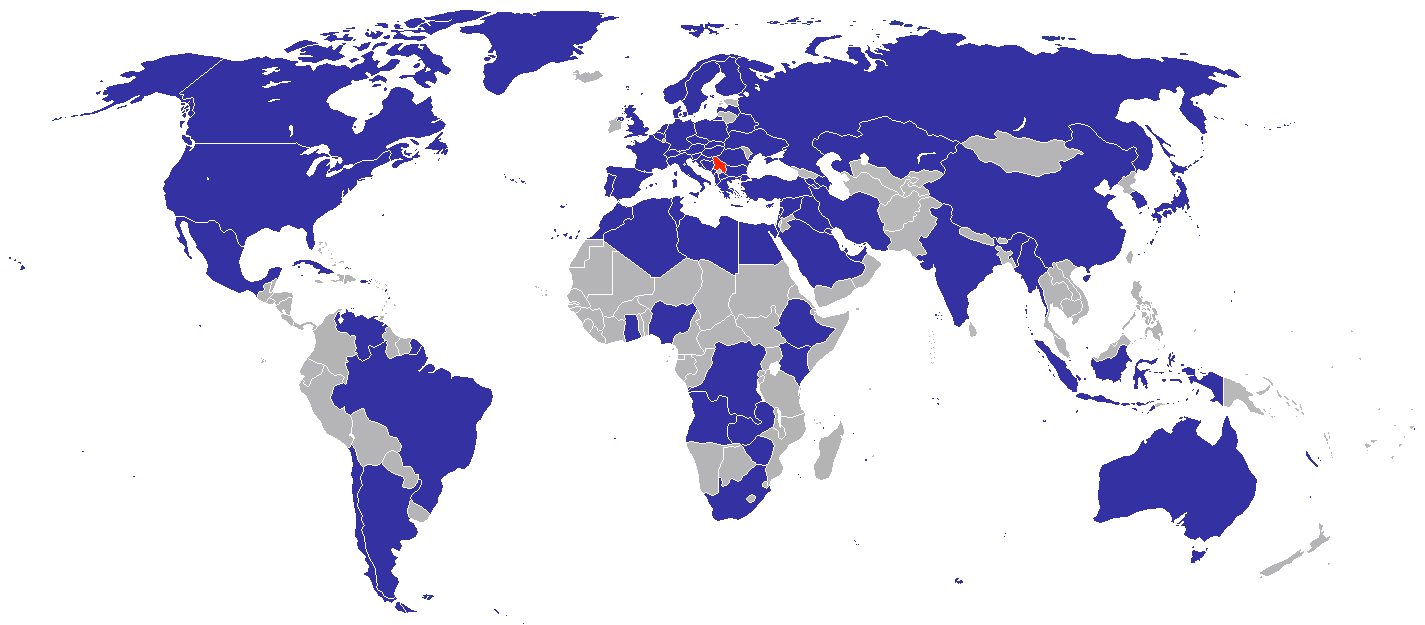
Держави, в яких у Сербії є посольства

Показником активності зовнішньої політики Сербії є наявність дипломатичних і консульських представництв в 64 країнах світу. Вона є членом ООН, ОБСЄ, ЄБРР і так далі, а також бере участь у програмі НАТО «Партнерство заради миру» і безлічі інших аналогічних проектів.

### Відносини з ЄС
Одним з головних пріоритетів зовнішньої політики Сербії є вступ у Європейський Союз. Цей процес ускладнюється політикою деяких країн членів ЄС по відношенню до сербського автономного краю Косово, сумнівами низки держав ступеня співпраці Сербії з Гаазьким Трибуналом і так далі.

### Відносини з країнами-сусідами
Їх всебічний розвиток і зміцнення також є пріоритетом для Сербії. Однак, незважаючи на це, Угорщина, Хорватія, Албанія, Болгарія, колишня югославська республіка Македонія та Чорногорія визнали незалежність Косова. Греція залишилася вірна своїм історично дружнім відносинам з Сербією і не визнає Косово.